# Nuremberg (film, 2025)
Pour les articles homonymes, voir Nuremberg (homonymie).
Pour plus de détails, voir Fiche technique et Distribution.
Nuremberg est un film américain réalisé par James Vanderbilt et dont la sortie est prévue en 2025. Il s'agit d'une adaptation de l'ouvrage The Nazi and the Psychiatrist de Jack El-Hai (en), qui revient sur le rôle du psychiatre Douglas Kelley dans le procès de Nuremberg.

## Synopsis
En 1945, le psychiatre Douglas Kelley — également officier des services de renseignement américains — est chargé d'interroger des prisonniers nazis pour déterminer s'ils sont aptes à être jugés au procès de Nuremberg. Il va particulièrement s'opposer à Hermann Göring, l'ancien « bras droit » d'Adolf Hitler.

## Fiche technique
Sauf indication contraire, les informations mentionnées dans cette section peuvent être confirmées par les bases de données cinématographiques IMDb et Allociné,  présentes dans la section « Liens externes ».
- Titre original : Nuremberg
- Réalisation : James Vanderbilt
- Scénario : James Vanderbilt, d'après The Nazi and the Psychiatrist de Jack El-Hai (en)
- Musique : Brian Tyler
- Direction artistique : Tibor Lázár
- Décors : Eve Stewart
- Costumes : Bartholomew Cariss
- Photographie : Dariusz Wolski
- Montage : N/A
- Production : Richard Saperstein, William Sherak, James Vanderbilt, Brad Fischer, Istvan Major et Paul Neinstein
- Sociétés de production : Walden Media, WME Independent, Széchenyi Funds, Bluestone Entertainment, New Republic Pictures et Project X Entertainment
- Société de distribution : Sony Pictures Classics (États-Unis)
- Budget : N/A
- Pays de production :  États-Unis
- Langue originale : anglais
- Format : couleur
- Genre : drame historique, thriller
- Dates de sortie[3] :
  - États-Unis : 7 novembre 2025 Date sujette à modification
- Classification[4] :
  - États-Unis : PG-13

## Distribution
- Rami Malek : Douglas Kelley
- Russell Crowe : Hermann Göring
- Leo Woodall : le sergent Howie Triest
- Michael Shannon : Robert H. Jackson
- Richard E. Grant : David Maxwell Fyfe
- Colin Hanks : Gustave Gilbert
- John Slattery : Burton C. Andrus
- Wrenn Schmidt : Elsie Douglas
- Lotte Verbeek : Emmy Göring
- Mark O'Brien : John Amen
- Andreas Pietschmann : Rudolf Hess
- Steven Pacey : George C. Marshall
- Paul Antony-Barber : Francis Biddle
- Wolfgang Cerny : Baldur von Schirach
- Donald Sage Mackay : J. William Fulbright
- Dieter Riesle : Julius Streicher
- Mesterházy Gyula (hu) : Erich Raeder
- Sam Newman : Alben W. Barkley
- Tom Keune (de) : Robert Ley
- Michael Sheldon : le juge Geoffrey Lawrence
- Fleur Bremmer : Edda Göring

## Production
En décembre 2023, il est annoncé que James Vanderbilt va écrire et réaliser le film, avec Rami Malek, Russell Crowe et Michael Shannon dans les rôles principaux. En février 2024, Richard E. Grant, Leo Woodall, John Slattery ou encore Colin Hanks rejoignent à leur tour la distribution,.
Le tournage débute à Budapest en février 2024 et s'achève en 2024,,.

## Sortie et accueil
En juin 2025, Sony Pictures Classics acquiert les droits de distribution pour l'Amérique du Nord et annonce une sortie américaine pour le 7 novembre 2025.